# Eupithecia chui
Eupithecia chui là một loài bướm đêm trong họ Geometridae.